# Amina Maelainine
Amina Maelainine (en arabe : أمنة ماء العينين), est une femme politique marocaine.
Elle a été élue députée de la circonscription Hay Hassani, lors des élections législatives marocaines de 2016 avec le Parti de la justice et du développement. Elle fait partie du groupe parlementaire du même parti, et elle est membre active de la Commission de justice, de législation et des droits de l’homme.
Elle est, par ailleurs, septième vice-président de la Chambre des représentants. 
En janvier 2019, elle est au centre d'une polémique. En effet, des photos prises à Paris, et diffusées sur Internet la montrent posant devant le Moulin Rouge, habillée à l'occidentale et ne portant pas le hijab. Elle est par conséquent accusée d'hypocrisie car, au Maroc, elle avait cultivé l'image d'islamiste conservatrice.